# Matthäus Bonacker
Matthäus Bonacker (* 5. Januar 1734 in Memmingen; † Juli 1802) war ein deutscher evangelisch-lutherischer Pfarrer, Schriftsteller und Verfasser geistlicher Lieder, der sowohl Pietismus, Diakonie als auch die Erkenntnisse der Aufklärung in den Dienst seiner Bemühungen um eine vernünftigere und bessere Gesellschaft stellte.

## Leben
Bonacker wurde als Sohn des Schreiners Paulus Bonacker und seiner Frau Anna Elisabeth, geb. Holzwart, geboren und am 5. Januar 1734 getauft. Nach dem Schulbesuch studierte er von 1751 bis 1756 in Halle/Saale Theologie, wurde im November 1758 ordiniert und unterschrieb einen Monat später die Konkordienformel seiner Kirche. Noch im selben Jahr wurde Bonacker als Pfarrer nach Buxach berufen und unterrichtete gleichzeitig als Lehrer an der Memminger Lateinschule.
Im Jahr 1759 heiratete er Anna Maria Karrer, eine Kaufmannstochter aus Memmingen und hatte mit ihr in den folgenden Jahren fünf Kinder. Im Jahr 1760 wechselte Bonacker zur Gemeinde in Memmingerberg, wo er die nächsten 20 Jahr lang im Amt stand. Im Jahr 1771 gründete er eine Armenschule, die sich an den Grundsätzen des pietistischen Theologen und Philologen August Hermann Francke orientierte. Im Jahr 1780 wurde Bonacker – nachdem er zuvor in dem Bemühen gescheitert war, eine besser dotierte Stelle in seiner Vaterstadt zu erhalten – an die Simultankirche Unser Frauen in Memmingen berufen.

## Werk
Ab 1771 gab Bonacker zusammen mit dem Rektor des Memminger Lyzeums Balthasar Köberle (1737–1788) mehrere Jahre lang den Memminger Kalender heraus, den die Autoren nutzten, um eine naturwissenschaftliche Erklärung der Welt im Sinn der Aufklärung zu fördern. Das Wirken Bonackers stand in dieser Hinsicht stets unter dem Zeichen des Kampfes gegen Aberglauben und Hexenwahn und versuchte Nützlichkeit und Naturnähe mit einer Reform der Gesellschaft zu verbinden.
Im Jahr 1761 veröffentlichte Bonacker die Sechs Hauptstücke des lutherischen Katechismus in 110 Strophen. Im Jahr 1773 erschien seine geistliche Lyrik unter dem Titel Sammlung etlicher Lieder.